# Run Away (canção de Real McCoy)
Run Away é o single de sucesso do projeto alemão de eurodance Real McCoy (também conhecido como MC Sar & The Real McCoy) de seu álbum Another Night (1995), que foi a versão americana de seu segundo álbum Space Invaders. A música foi produzida pela primeira vez em 1994 na Alemanha pelos produtores musicais Juergen Wind (J. Wind) e Frank Hassas (Quickmix) sob o nome de produtor Freshline.

## Recepção de crítica
A Billboard escreveu sobre a música: "Acompanhamento da platina certificada" Another Night "não adultera o ato de dança européia de ganhar (e muito copiada) fórmula de ritmos saltitantes de hi-NRG, com guturais masculinos e femininos no refrão, já começou a reunir o merecido airplay de um número de crossover e top 40 estações na importação - sua versão doméstica quase garante sucesso instantâneo." O Gavin Report escreveu: "O título deste livro diz tudo. Programadores vêm jogando essa importação desde o ano passado e agora o lançamento oficial está aqui. Este deve ser o maior ou maior que seu primeiro álbum," Another Night. " Music and Media escreveu: "Pegue um pouco dessa fatia suave do Eurodance, que serve como uma prévia para o próximo álbum do Space Invaders. Os remixes garantem que há algo para todos".

## Vídeo Clipe
"Run away" tem duas versões de vídeos de música. A primeira versão foi feita para o mercado europeu, dirigida por Matt Broadley. Ele contém um cenário desértico estrelado pela cantora Patricia "Patsy" Petersen andando no deserto enquanto imitava os vocais do cantor de estúdio Karan Kasar. A versão americana foi dirigida por Nigel Dick e contém um cenário de fábrica com muitos trabalhadores sobrecarregados de "escravos"; Enquanto isso, o rapper Olaf "O-Jay" Jeglitza faz o papel de "Big Brother", monitorando e executando os vocais de rap enquanto observa todo o progresso e exige que os trabalhadores trabalhem mais duro enquanto gritam com eles.

## Parada de sucessos

### Posições
| Chart (1994–1995)                        | Peak position |
| ---------------------------------------- | ------------- |
| Australia (ARIA)                         | 4             |
| Austria (Ö3 Austria Top 40)              | 24            |
| Belgium (VRT Top 30 Flanders)            | 11            |
| Canada Dance (RPM)                       | 10            |
| Canada Top Singles (RPM)                 | 33            |
| Europe (Eurochart Hot 100)               | 12            |
| Finland (Suomen virallinen lista)        | 4             |
| Germany (Media Control Charts)           | 22            |
| Ireland (IRMA)                           | 5             |
| Países Baixos (Dutch Top 40)             | 33            |
| Países Baixos (Single Top 100)           | 38            |
| New Zealand (RIANZ)                      | 6             |
| Scotland (Official Charts Company)       | 5             |
| Sweden (Sverigetopplistan)               | 11            |
| Switzerland (Schweizer Hitparade)        | 25            |
| UK Singles (Official Charts Company)     | 6             |
| UK Dance (Official Charts Company)       | 18            |
| U.S. Billboard Hot 100                   | 3             |
| U.S. Billboard Hot Dance Music/Club Play | 3             |
| U.S. Billboard Rhythmic Top 40           | 7             |
| U.S. Billboard Top 40 Mainstream         | 3             |
| U.S. Cash Box                            | 3             |